# Andy mein Freund/Ich bin noch ein Kind
Andy mein Freund/Ich bin noch ein Kind è un singolo della cantante tedesca Sandra con il primo nome d'arte di Sandra Ann, pubblicato nel 1976 dall'etichetta discografica BASF.
I brani in lingua tedesca appartengono alla casa editrice musicale Melodie der Welt.
Il brano del lato A è stato inserito all'interno del DVD The Complete History, pubblicato nel settembre del 2003 fra le versioni audio extra.

## Tracce
Lato A
1. Andy mein Freund – 3:57 (testo: G. Schille - U. Schwendler)

Lato B
1. Ich bin noch ein Kind – 3:58 (testo: G. Schille - U. Schwendler)